# كلوديا موراليس
كلوديا موراليس (بالإسبانية: Claudia Morales) هي عارضة ومغنية فنزويلية، ولدت في 22 أكتوبر 1992 في كاراكاس في فنزويلا.

## روابط خارجية
- كلوديا موراليس على موقع IMDb (الإنجليزية)